# کونوویتسه (ناحیه وستین)
کونوویتسه (به چکی: Kunovice) یک منطقهٔ مسکونی در جمهوری چک است که در ناحیه وستین واقع شده‌است. کونوویتسه ۸٫۱۷ کیلومتر مربع مساحت و ۶۵۳ نفر جمعیت دارد و ۴۰۷ متر بالاتر از سطح دریا واقع شده‌است.